# Ricky Espinosa
Manuel Ricardo Espinosa (Gerli Avellaneda, 31 de diciembre de 1966 - Avellaneda, 30 de mayo de 2002), más conocido como Ricky Espinosa, fue un cantante y músico argentino. Nació en la localidad de Gerli Avellaneda, zona sur del Gran Buenos Aires. Fue vocalista, guitarrista y compositor principal de las bandas de punk rock Flema y Flemita. También fue solista y autor de dos álbumes: "Tributo a Sin ley/Embajada Boliviana" y "Vida Espinosa".

## Biografía
En febrero de 1981 aprendió a tocar la guitarra y, en 1982, se incorporó como segunda guitarra del que fuera su primera banda, «Stress», junto a Chucho en bajo y voz, Baty en primera guitarra ─a quienes conoció en la escuela industrial E.N.E.T. N.º 6 «Ángel Gallardo»─ más «El Enano» en batería, con la que interpretaba canciones de Pescado Rabioso, Vox Dei, y otras bandas de rock argentinas. Con la incorporación de Mariano Braco como vocalista, la banda cambió de nombre a «Armagedon», con un estilo definitivamente heavy metal que hacía covers de V8 y de Pappo. Con el tiempo su música se fue haciendo más pesada y a mediados de los años 1980 formó el grupo Overkill, del que fue guitarrista junto a Fabio en voz, Juanfa en bajo y Roger en batería, con un estilo al que ellos llamaban black metal.  
Tiempo después Ricky conoció a Juan Fandiño y se incorporó a Flema, banda de punk rock.
A Ricky se le atribuye el título de promotor de la escena under punk en la Argentina con su banda paralela Flemita,[cita requerida] cuyos discos incluyen covers y estimulaban a las bandas de la escena under local.

### Muerte
Pasadas las 21 horas del 30 de mayo de 2002, después de que Ricardo Espinosa y el guitarrista Luis Gribaldo grabaron voces para el álbum «5 de copas», ambos volvieron a la casa de Luichi, ubicada en el quinto piso de un monoblock en Avellaneda. Allí estuvieron bebiendo y jugando a la Playstation, específicamente al Winning Eleven. Luego de ganar en el mismo, Ricky decidió "festejar" tirándose por la ventana; esto era algo que él había anunciado previamente, ya que había manifestado en ocasiones anteriores que quería morir feliz, y que amaba compartir juegos con sus amigos. Espinosa fue auxiliado, pero falleció en la ambulancia camino al hospital. Si se suicidó o si simplemente perdió el equilibrio es algo que hasta la actualidad no se ha podido esclarecer.
El velatorio, programado inicialmente en una funeraria, fue suspendido por los dueños de esta al ver la multitud de punks que se avecinaba. Finalmente se hizo en el patio de la casa del hermano.
La tumba de Ricky Espinosa, en el pabellón San Juan XXIII del Cementerio de Avellaneda en Villa Domínico, se convirtió en sitio de peregrinaje punk, pero a causa de los destrozos ocasionados por los fanes, los restos del músico fueron exhumados, cremados y entregados a su familia.

## Legado
En 2015 se editó un documental sin fines de lucro sobre Ricky Espinosa titulado Ricky Espinosa, el documental, dirigido por Juan Pablo Duarte.

## Discografía

### Flema
- El primero - (tiene cinco temas) - 1987
- Corriendo con Satán - 1989
- Pogo, Mosh y Slam - 1992
- El exceso y/o abuso de drogas y alcohol es perjudicial para tu salud... ¡Cuidate, nadie lo hará por vos! - 1994
- Nunca Nos Fuimos - 1996
- Si El Placer Es Un Pecado, Bienvenidos Al Infierno - 1997
- Resaka - 1998
- La Noche De Las Narices Blancas(vivo) - 1999
- Caretofobia, Vol. 1 - 2000
- Caretofobia, Vol. 2 - 2001
- 5 de copas - 2002

### Flemita
- Underpunk - 1997
- Raro? Raro tenés el orto - 1998

### Solista
- Vida espinosa - 1999
- Tributo a Sin Ley y Embajada boliviana - 1999

### Compilados
- Flema:

- En Invasión 88, Temas: «Cáncer» y «Buscando un lugar» 1988
- En Sickboy Vol. 1, Temas: «No quiero ir a la guerra», «Vamos a fumar» y «Fuera de tiempo» 1994

- Compilado punk 1998
- Invasión 99 - Temas: «Surfeando en el riachuelo», «Ahogado en alcohol», «Separación» y «Volando bajo» 1999
- Mala difusión III - Tema: «Una droga más» 2001
- Introducción al punk argentino - Tema: «Nihilismo»

- Flemita:

- Punk rock colección 1997 - Temas: «Nihilismo» y «Ella está tatuada» 1997
- Palo y a la bolsa - Temas: «Desde que no estás» y «Cheto puto» 1997
- Invasión 99 - Temas: «No me gustan los Jipis» y «Nihilismo» 1999
- Mala difusión III - Tema: «No quiero ir a la guerra» 2001

- Tributos:

- Tributo a The Clash - Bs. As. City Rockers Vol. 2 - Tema: «Career oportunities»  1997
- Tributo a Embajada boliviana y Sin Ley - Temas cantados y tocados por Ricky, participa Diego Piazza 1999
- Tributo a Joey Ramone - Tema: «R.A.M.O.N.E.S.» 2001

### Colaboraciones
- En el álbum «Quien quiera oír... que oiga» (1997) de Embajada boliviana, en el tema «Voy a mi doctor».
- En el álbum «Soñando locuras» (2000) de Embajada boliviana, en el tema «Pedro y Juan».
- En el álbum «Sepultando las lágrimas del señor» (1994) de Sartan, en el tema «Sursum Corda Satana».
- En el álbum «Colmena» (2002) de El Otro Yo, en el tema «Punk».
- En el álbum «Kemados por el tiempo» (2000) de Subway, en los temas «Sueños rotos» y «Todo sale mal».
- En el álbum «Para vos y para usted» (2000) de Humano Querido, en el tema «Los problemas psíquicos del policía».
- En el álbum «Tributo a Los Violadores» (2003), en el tema «Para que estoy aquí».